# Queen Elizabeth II Bridge (Dartford)
Queen Elizabeth II Bridge je silniční visutý most. Spojuje anglické obce Dartford a Thurrock. Je posledním mostem na řece Temži před jejím ústím do Severního moře a jejím jediným přemostěním východně od centrálního Londýna.
Most je součástí dopravního projektu Dartford Crossing, který je tvořen dvojicí tunelů a tímto mostem. Dartford Crossing je součástí cesty A282, spojnicí dvou konců dálnice London Orbital. Výstavba začala v srpnu 1988 a ukončena byla 7. června 1991, přičemž oficiálně otevřen byl 30. října 1991 královnou Alžbětou II. Most byl posledním dílem německého inženýra Hellmuta Hömberg, který zemřel v červenci 1990. Celkové náklady na výstavbu činily 120 milionů liber. Po svém otevření se s celkovou délkou 2872 m stal třetím nejdelším mostem v zemi (po mostech Bromford Viaduct a Tay Rail Bridge) a hlavní rozpětí s délkou 450 m bylo do dokončení mostu Second Severn Crossing nejdelším zavěšeným rozpětím v zemi (v současnosti je druhým). Celková délka zavěšené části je 812 m, viadukt na severní straně má délku 1052 m, na jižní 1008 m. Dva hlavní pylony mají výšku 137 m (z toho 84 m nad mostovkou a 53 m pod ní). S výškou 60,7 m nad Temží při nízkém přílivu je jedním z nejvyšších mostů ve Velké Británii.